# Gran Templo Paso

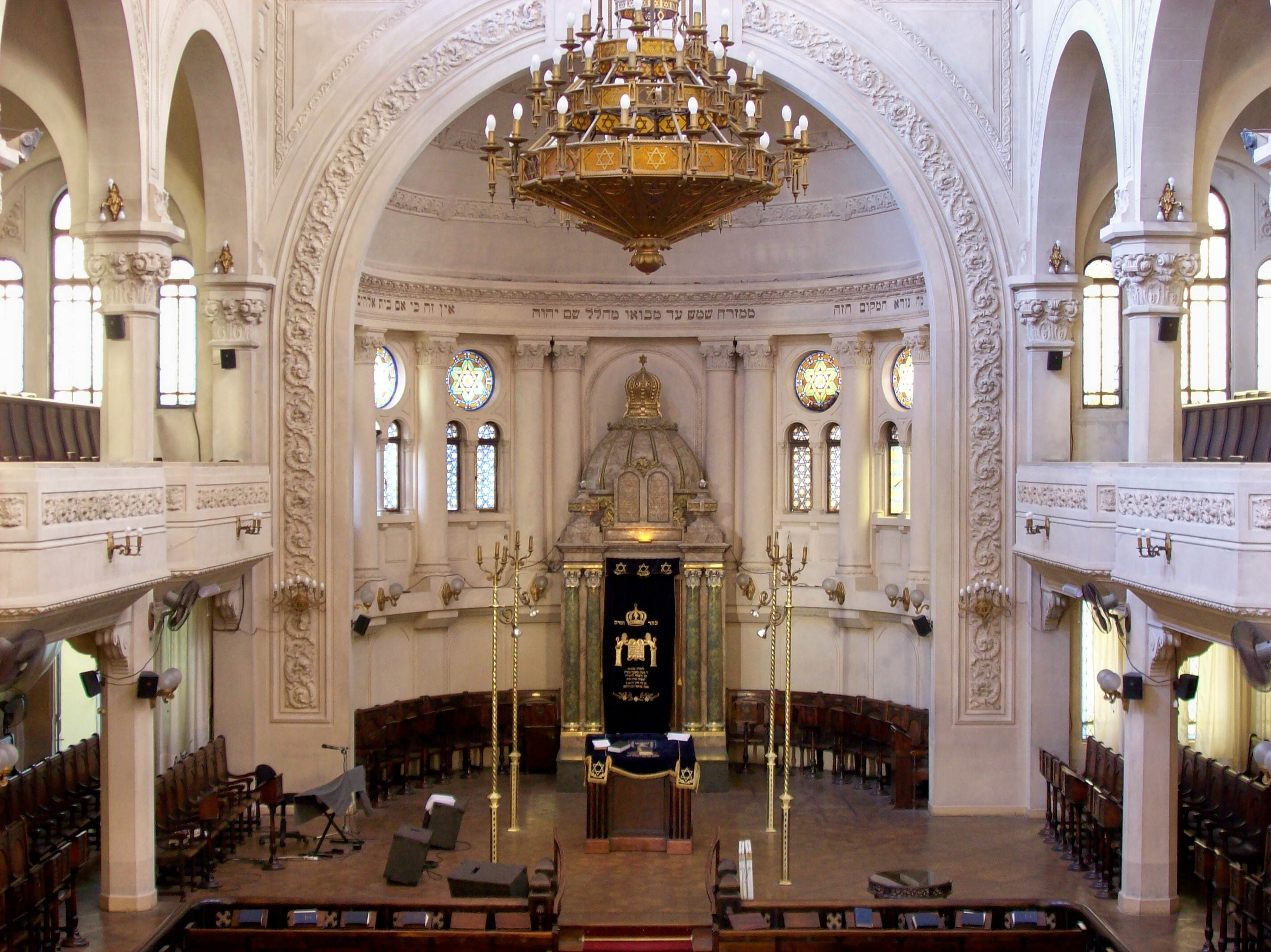
Innenansicht der Synagoge Gran Templo Paso in Buenos Aires

Die Synagoge Gran Templo Paso in Buenos Aires, der Hauptstadt von Argentinien, ist eine der ältesten Synagogen des Landes. Sie steht in der Calle Paso.
Die 1929 für die aschkenasische Gemeinde erbaute Synagoge ist ein geschütztes Baudenkmal.